# Dimethylethanolamin
Dimethylethanolamin (zkráceně DMAE nebo DMEA) je organická sloučenina se vzorcem (CH3)2NCH2CH2OH. Používá se v kosmetice a vyrábí se ethoxylací dimethylaminu.

## Použití v průmyslu
Dimethylethanolamin se používá jako prekurzor dalších látek, například 2-dimethylaminoethylchloridu. Jeho ester s kyselinou akrylovou se používá jako vločkovací činidlo.
Podobné sloučeniny se využívají při čištění plynů, například odstraňování sulfanu z kyselých plynných směsí.

## Ostatní použití
Hydrogenvinan dimethylethanolaminu se prodává jako doplněk stravy. Jedná se o bílý prášek obsahující 37 % DMEA.